# Ґрелін
Ґрелін (англ. ghrelin)  або леноморелін— це гормон, що переважно виробляється ентероендокринними клітинами шлунково-кишкового тракту, особливо шлунка, і часто називається «гормоном голоду», оскільки посилює потяг до їжі. Рівень ґреліну в крові найвищий перед прийомом їжі, коли людина відчуває голод, і знижується після їди. Ґрелін може сприяти підготовці до прийому їжі, збільшуючи моторну активність шлунка і стимулюючи секрецію шлункового соку.
Ґрелін активує клітини в передній частці гіпофіза та в дугоподібному ядрі гіпоталамуса, зокрема нейрони, що виробляють нейропептид Y, які ініціюють апетит. Ґрелін стимулює ділянки мозку, що мають специфічний рецептор — рецептор секретагога гормону росту 1A (GHSR-1A). Також ґрелін бере участь у регуляції когнітивного сприйняття винагороди, навчання та пам’яті, циклу сну і неспання, смакової чутливості, поведінки, пов’язаної з винагородою, і метаболізму глюкози.
Ґрелін кодується геном GHRL, розташованим у людей на короткому плечі 3-ї хромосоми. Довжина поліпептидного ланцюга білка становить 117 амінокислот, а молекулярна маса — 12 911. З білка-попередника утворюється пептид, що складається з 28 амінокислот, гормон, що стимулює відчуття голоду, виробляється головним чином клітинами Р/D1 слизової оболонки фундальної частини шлунку і епсилон-клітинами підшлункової залози. Рецептори ґреліна знаходяться у багатьох тканинах, включаючи гіпофіз, шлунок, кишечник, підшлункову залозу, вилочкову залозу, статеві залози, щитоподібну залозу, серце (Говард, 1996). Наявність рецепторів у настільки різноманітних тканинах і органах говорить про те, що ґрелін виконує цілий ряд біологічних функцій.
Ґрелін — потенційний стимулятор секреції гормонів передньої долі гіпофізу.
Ґрелін впливає на гіпокамп і є важливим для когнітивної адаптації до змін навколишнього середовища і для процесу навчання.

## Історія і назва
Відкриття ґреліну було зроблено в 1996, воно належить Масаясу Коджима та його колегам, які доповіли про це у 1999. Назва походить від його ролі як пептиду, що впливає на вивільнення гормону росту, з посиланням на прото-індо-європейський корінь «гре», що означає «рости». (Growth Hormone Release Inducing = GHRelIn, той що посилює виділення гормону росту).
Як каже один з авторів дослідження, Елісон Рен, він став першим виявленим гормоном цієї групи.
Вченим було відомо, що ця речовина може стимулювати голод у щурів. А під час дослідження, результати якого опубліковано у Журналі клінічної ендокринології та метаболізму, вдалося довести, що такі процеси можуть відбуватися і з людьми. Добровольці, які отримували ін'єкції ґреліну, з'їдали майже на третину більше, ніж ті, хто їх не отримував.

## Синтез
Матрична РНК з гену GHRL кодує пептид з 117 амінокислот, що називається препроґрелін, який містить 4 екзони. Сигнальна пептидна молекула цього великого попередника розщеплюється, внаслідок чого отримується проґрелін. Проґрелін, в свою чергу, розщеплюється на дві частини, одна з яких — 28-амінокислотний пептид ґрелін, а друга — С-ґрелін (з якого, за припущенням, утворюється обестатин).

## Механізм дії
Ґрелін — перший з визначених гормонів, що впливають на відчуття голоду. Ґрелін також — відомий орексиген, чи гормон, що підвищує апетит. Він виробляється головним чином у тонкому та товстому кишківнику, але також може виділятися легенями, панкреатичними острівцями, статевими залозами, корою наднирників, плацентою, нирками і мозком (Ariyu, 2001). Велика кількість локацій, де може вироблятися ґрелін, вказує на те, що цей гормон поширений і має багато біологічних функцій. Ґрелін збільшує споживання їжі і збільшує жирову масу, діючи на рівні гіпоталамусу. Він активує клітини в дугоподібному ядрі, що містить орексигенний нейропептид Y у нейронах. Ці нейрони також чутливі до лептину та інсуліну. Ґрелін також активує мезолімбічне холінергічно-дофамінергічне кільце, яке пов'язує гедонічні та підсилюючі аспекти природних задоволень, таких як їжа, а також таких наркотичних речовин, що призводять до звикання, наприклад етанолу. Існують також докази того, що ґрелін має периферичний ефект на зміну апетиту і відчуття ситості, впливаючи на механічну чутливість шлункових гілок блукаючого нерву, роблячи їх менш чутливими до розтягнення шлунку, що призводить до переїдання.

## Відношення до обестатину
Обестатин — гіпотетичний гормон, який, як було показано наприкінці 2005 року, знижує апетит. Обидва пептиди — ґрелін і обестатин — кодуються одним і тим самим геном, продукт синтезований на цій ділянці ДНК розпадається таким чином, що в результаті утворюються два пептидних гормони.. Фізіологічне значення цього механізму невідоме, і, слід зазначити, що жодна конвертаза не має можливості розщепити рекомбінантний прекурсор, таким чином фізіологія утворення цього пептиду досі під питанням.

## Функції

### У травній системі
Вважається, що ґрелін є гормоном, який стимулює поділ клітин кишечника і пригнічує їх апоптоз під час запалень та окисного стресу. Він також пригнічує передзапальні механізми та запускає протизапальні механізми, таким чином створюючи можливість терапевтичного використання при різних запальних захворюваннях травної системи, включаючи коліти, ішемічні реперфузії і сепсис. Також доведене підвищення здатності до регенерації, що є важливим у випадку пошкоджень слизової оболонки шлунку. Ґрелін також посилює рухливість травного тракту, аналогічно до мотиліну. Грелін також ймовірно спричинює появу злоякісних новоутворень у травному тракті та підшлунковій залозі.

### У розвитку легенів
У зародків ґрелін виробляється на ранніх стадіях легенями і сприяє росту.

### У навчанні і пам'яті
На моделях тварин видно, що ґрелін може надходити в гіпокамп з кровотоку, змінюючи з'єднання нейронів, і, таким чином, посилюючи сприйняття інформації і пам'ять. Передбачається, що навчання найкраще відбувається протягом дня, коли шлунок порожній, оскільки в цей час рівень ґреліну найбільш високий. Команда дослідників Йєльської Школи Медицини відмітила, що подібний ефект для людської нейрофізіології цілком ймовірний. У гризунів, клітини Х/А також виробляють ґрелін.

### Пригнічення викликане стресом
Гормон бере участь у захисті від симптомів депресії, викликаної стресом та тривогою. Щоб перевірити, чи може ґрелін регулювати симптоми депресії викликаної хронічним стресом, дослідники піддавали мишей щоденним соціальним стресам, використовуючи стандартну лабораторну техніку, яка змушує звичайних мишей протистояти агресивним мишам-«забіякам». Було виявлено, що після перенесеного стресу рівень ґреліну був суттєво підвищений, що тривало щонайменше чотири тижні після останньої поразки у подібній сутичці.

### Тривалість сну
Коротка тривалість сну пов'язана з високими рівнями ґреліну і надлишковою вагою. Існує обернена залежність між кількістю годин сну і концентрацією ґреліну в плазмі крові; зі збільшенням годин сну, концентрація ґреліну падає, таким чином знижуючи апетит та допомагаючи уникнути можливої надлишкової ваги.

### Стимулювання апетиту
Ґрелін пов'язаний з підвищенням апетиту і зі зміною харчової поведінки. Рівень циркулюючого ґреліну найвищий перед прийомом їжі (Cummings, 2004). Ін'єкції ґреліну і для людей, і для пацюків, збільшують обсяг прийнятої їжі пропорційно до дози. (Wren, 2000). Тому, чим більше ґреліну введено, тим більше їжі споживається. Щоправда, ґрелін не збільшує кількість їжі, спожитої за раз, а кількість прийомів їжі. (Faulconbridge, 2003). Ін'єкції ґреліну також збільшують мотивацію тварин до пошуку їжі, сприяють таким поведінковим реакціям як винюхування, пошук їжі та її накопичення. Ґрелін також готує тіло до споживання поживних речовин, стимулюючи шлунково-кишкову моторику та виділення кислоти у шлунку (Schwartz, 2000)

### Регулювання маси тіла
Регулювання маси тіла здійснюється через баланс енергії — відношення кількості отриманої з їжею енергії до кількості витраченої енергії протягом тривалого періоду часу. Дослідження показали, що рівень ґреліну має обернене співвідношення з масою тіла. Ці дані передбачають, що ґрелін функціонує як сигнал ожиріння, здійснюючи зв'язок між енергетичними запасами тіла і мозком (Schwartz, 2000). Коли особа втрачає вагу, рівень ґреліну в її організмі зростає, що призводить до збільшеного споживання їжі і набору ваги. І, навпаки, коли людина набирає вагу, рівень ґреліну у її крові падає, призводячи до зменшення споживання їжі і втрати ваги (Tung, 2005). З цього випливає, що ґрелін діє як регулятор ваги тіла, що постійно підтримує масу тіла і запаси енергії у рівновазі.

## Клінічна важливість
Рівень ґреліну у плазмі крові осіб з надмірною вагою тіла нижчий, ніж у худіших індивідів, що передбачає, що ґрелін не робить вкладу в здобування надлишкової ваги, крім випадків ожиріння, викликаного синдромом Прейдер-Віллі, за якого високі рівні ґреліну корелюють з підвищеним споживанням їжі. Ті, хто страждає від такого порушення харчової поведінки як анорексія, мають високі рівні ґреліну в плазмі крові, в порівнянні з особами, що мають струнку конституцію чи нормальну масу тіла. Дослідження показали, що внутрішньовенні ін'єкції ґреліну пацієнтам з анорексією збільшили їх рівень споживання їжі на 12-36 % протягом періоду дослідження.
Рівень ґреліну збільшується протягом доби від півночі до світанку у стрункіших людей, що дозволяє припускати, що існує певний збій у добових ритмах індивідів з підвищеною масою тіла. Коротка тривалість сну може також призводити до надлишкової маси тіла, шляхом збільшення апетиту через гормональні зміни. Недостатній час сну призводить до виділення ґреліну, що стимулює апетит і призводить до виділення меншої кількості лептину, який, поміж багатьох інших ефектів, пригнічує апетит.
Рівні ґреліну також вищі у пацієнтів, які мають викликану раком кахексію.
Впливаючи на свій рецептор, ґрелін збільшує концентрацію дофаміну в чорній субстанції — в ділянці мозку, де дофамінова дегенерація клітин призводить до хвороби Паркінсона. Тому ґрелін, ймовірно, можна використувати для сповільнення розвитку хвороби Паркінсона.

## Вакцина від ожиріння
Вакцина проти ожиріння була розроблена для протидії гормону ґреліну. Вакцина використвує імунні антитіла, які розщеплюють ґрелін, направляючи власну імунну відповідь проти них. Це запобігає тому, щоб ґрелін досяг центральної нервової системи, таким чином призводячи до бажаного зниження маси тіла. Дослідження проводилися на пацюках та свинях.